# Ruine Löffelstelz
Die Ruine Löffelstelz, auch Burg Dürrmenz genannt, ist die Ruine einer Höhenburg auf 280 m ü. NN über der Enzstraße in Dürrmenz, einem Stadtteil von Mühlacker im Enzkreis in Baden-Württemberg.

## Besitzverhältnisse der Burg
Die Erstnennung eines Herren von Dürrmenz erfolgte 1282 mit „Henricus de Dürmenze“. Dieser entstammte dem Geschlecht von Niefern und benannte sich wohl nach dem Erwerb von Dorf und der Burg nach Dürrmenz. Wie der Erwerb zu Stande kam, ist nicht bekannt. Ein Kauf erscheint aufgrund der kontinuierlichen Finanzschwäche nicht wahrscheinlich. Eine weitere Möglichkeit ist, dass die Burg als Heiratsgut einer unbekannten Adligen in Heinrichs Besitz gelang. Weiter könnte Dürrmenz auch zum Amtsbezirk der Ritter von Niefern gehört haben und wurde daraufhin abgetrennt.

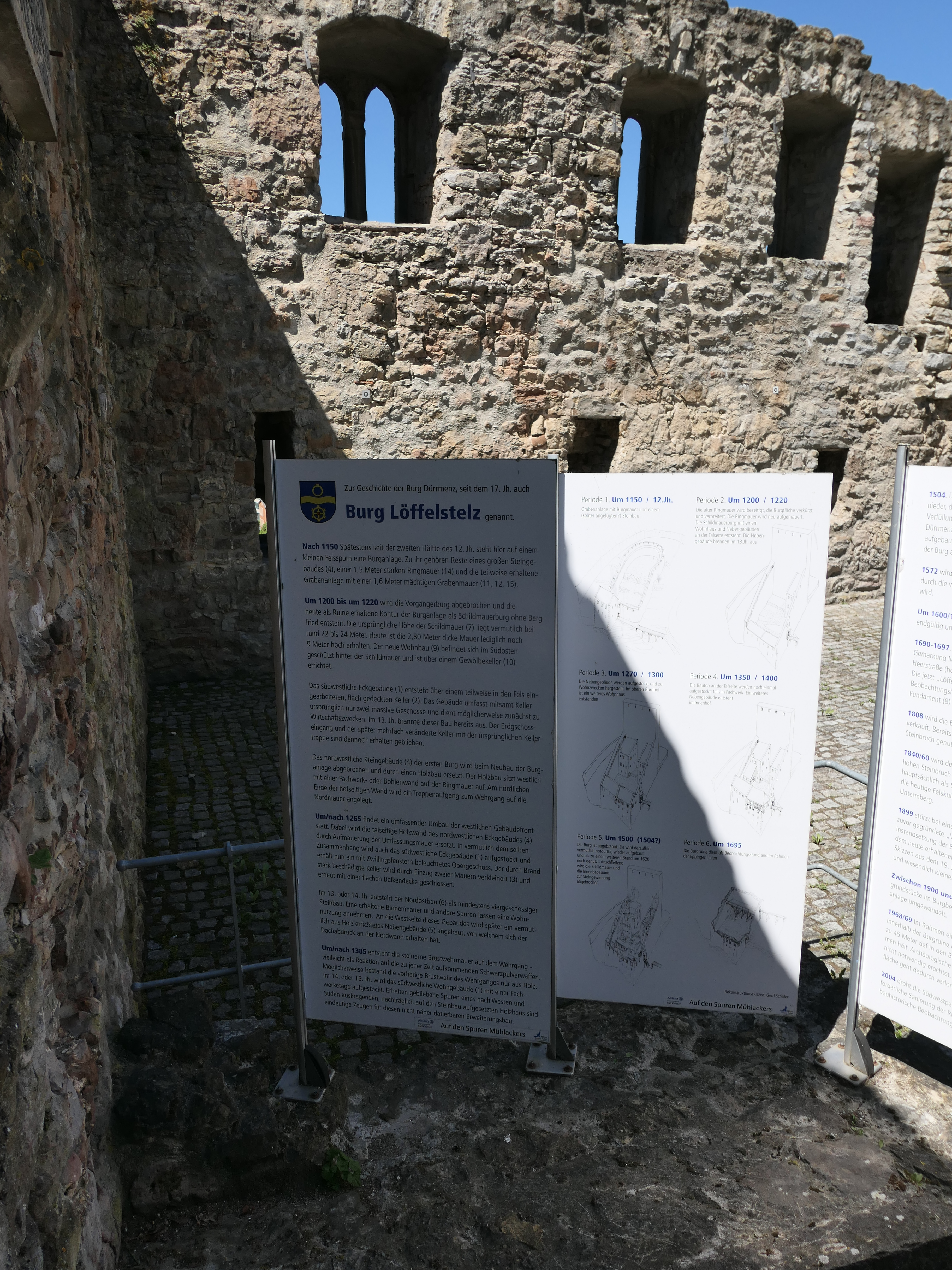
Burg Löffelstelz romanische Fensterlaibung

Es ist zudem möglich, dass es eine vorherige Adelsfamilie aus Dürrmenz gab, zumal die Vorgängerburg schon wohl im 12. Jahrhundert bestand.
Aufgrund der relativ großen Anzahl der Nachkommen des Dürrmenzer Adelsgeschlechts wurden die Besitzanteile an der Burg relativ stark zerstückelt. Dies hatte zur Folge, dass immer wieder einzelne Familienmitglieder außerhalb der Burg lebten.
Ab etwa 1365 begann ein Verkauf der Dürrmenzer Güter und Rechte in größerer Form, welcher wohl die Pestkrise und die damit verbundenen Einnahmenrückgänge als Ursache hatte. Das Kloster Maulbronn, das schon Teile der Burg besaß, erwarb zu dieser Zeit einen großen Anteil, aber auch an andere mächtige Herrscher wie der pfälzische Kurfürst Ruprecht wurden Anteile veräußert, die die Dürrmenzer Adeligen als Lehen wieder zurückverliehen bekamen. Mit der Zeit kristallisierte sich das Kloster Maulbronn als Hauptinteressent heraus, sodass 1482 ein Heinrich von Dürrmenz die letzten Güter und Einkünfte des Dürrmenzer Adelsgeschlecht an Maulbronn veräußerte und somit von da an die komplette Burg Löffelstelz Eigentum des Klosters war.

## Entstehung und Innerer Aufbau
Die Burg Dürrmenz wurde um 1220/1240 auf den Resten einer älteren Vorgängerburg erbaut, die womöglich im 11. Jahrhundert errichtet wurde. Der Grund für diesen Neubau hin zu einer Schildmauerburg könnte verteidigungstechnisch motiviert gewesen sein. Die nun errichtete Schildmauer besaß eine Mauerstärke von 2,7–2,8 Metern. Dessen Wehrgang diente auch als Aussichtsplattform zur Beobachtung von Feindbewegungen sowie zur Herstellung von Sichtbeziehungen naher anderer Burgen. Um diese Voraussetzungen zu erfüllen, müsste die Schildmauer der Löffelstelz eine Höhe von mindestens circa 22–25 Metern gehabt haben.
Die Burg Löffelstelz hatte eine Innenfläche von 29,5 mal 21,5 Metern und ihr Eingang befindet sich an der südlichen Wehrmauer.
Die Schildmauerburg besaß zu Beginn drei Gebäude im Inneren, die allesamt auf Fels gebaut wurden. Der Südostbau war ein wahrscheinlich mehrstöckiger Steinbau dessen Funktion unbekannt ist. Allerdings könnte die verteidigungstechnisch im Schutze der Schildmauer gelegene Position auf den ursprünglichen Hauptwohnbau hinweisen. Nachträglich, wahrscheinlich um 1400, erfolgte der Einbau eines Gewölbekellers mit einer Höhe von circa 2,7 Metern.
Der Bau im Südwesten besaß einen Grundriss von circa 8,8 mal 8,7 Metern und zudem einen Keller.
Der Ursprungsbau im Südwesten ging archäologisch nachweislich in einer Brandkatastrophe in der Zeit um 1260/70 unter. Das um 1275 vermutlich von Heinrich von Dürrmenz, dem ersten erwähnten Herren von Dürrmenz, wiederaufgebaute Gebäude hatte im Erdgeschoss nur eine spärliche Beleuchtung, weshalb es womöglich als Waffenkammer oder Lagerraum Verwendung fand. Der reich befensterte Saal im ersten Obergeschoss wurde hingegen vermutlich als „Ritterstube“ genutzt. Im späten Mittelalter erhielt der Bau eine Aufstockung mit einem weit über dem Mauerwerk herausragenden Fachwerkoberstock.
Im Nordwesten bestand zunächst ein Steingebäude, welches jedoch spätestens bei der Errichtung der Schildmauerburg abgebrochen und wahrscheinlich durch eine Fachwerkwand ersetzt wurde. Wie der Südwestbau musste es um 1275 aufgrund des Brandes erneuert werden. Man geht davon aus, dass die Westfront der Löffelstelz nach dem Wiederaufbau möglicherweise Palas und Nebengebäude von Heinrich von Dürrmenz darstellt.
In der Nordostecke wurde zu einer späteren Zeit ein weiteres mehrstöckiges Steingebäude errichtet. Das Erdgeschoss war zweiräumig und der Grundriss weist eine Größe von 8,6 mal 4,9 Metern auf. Es dürfte sich hierbei um einen Wohnturm gehandelt haben.
Die letzten Erweiterungen stellen zwei kleinere Holzanbauten an der westlichen Seite der beiden Bauten im Osten dar.

## Entwicklung in der Neuzeit
Archäologisch lässt sich ein großer Brand im Innern um das Jahr 1500 nachweisen, welcher wohl die Burggebäude zerstörte. Da sich kaum Fragmente von Nutzgegenständen bei dieser Katastrophe finden ließen, kann daraus möglicherweise eine bewusste Zerstörung geschlossen werden. Dies deutet darauf hin, dass der württembergische Herzog Ulrich 1504 im Rahmen eines Kriegszugs im Bayerisch-Pfälzischen Erbfolgekrieges die Burg zerstören ließ und den Bewohnern die Gelegenheit gab, die Löffelstelz zu räumen. Bei diesem Kriegszug besetzte der württembergische Herzog, welcher auf Seiten Bayerns stand, das Kloster Maulbronn, welches unter pfälzischem Schutz gestanden hatte. Auf dem Weg ließ er dabei nachweislich die im Klosterbesitz stehenden Orte wie Lomersheim oder Dürrmenz niederbrennen. Ein ähnliches Vorgehen gegen die Burg Löffelstelz kann von daher angenommen werden. Nach dieser Zeit dürfte der Abbruch der Burg begonnen haben.
Die Burg war Teil der Eppinger Linie und aus dessen Errichtung stammen eine Zeichnung aus dem Jahr 1695 der Ruine auf dessen schon zerstörten Schildmauer eine Holzplattform erkennbar ist als auch ein Plan von 1697 auf dem zum ersten Mal die Burg als „Schlos Löffelsteltz“ bezeichnet wird. Benannt wurde sie hierbei nach dem Weiler unterhalb der Burg, welcher von oben einem Stiel eines Löffels ähnelt. In dieser Zeit wurde sie von den badischen Truppen im Pfälzer Erbfolgekrieg als Stützpunkt gegen die Franzosen verwendet.
Nach dieser Zeit diente die Burgruine wohl vollständig als Steinbruch und fand im 19. Und frühen 20. Jahrhundert nur noch Verwendung als Weinberg.
1899 stürzte der Eingang aufgrund von Spielereien von Soldaten ein. Daraufhin begann der Verschönerungsverein Mühlacker der Löffelstelz wieder Aufmerksamkeit zu schenken. 1902 und 1911 wurde der heutige Torbogen mit den drei Wappenschilde errichtet. Links befindet sich die Inschrift Burgherren von Durmenz und rechts die Jahreszahlen 1282–1711. In der Mitte als Burgwappen der typische Ring der Adelsfamilie. Mithilfe von Spenden konnte das Areal um der ehemaligen Burg herum aufgekauft werden und 1905–1908 zur Burganlage umfunktioniert werden.
Von der Burg sind noch Reste des Wohnturms und der Mauern erhalten geblieben. Die Burgruine wurde von der Denkmalstiftung Baden-Württemberg zum „Denkmal des Monats Mai 2008“ ernannt.